# Bodapatti, Bangarapet
Bodapatti là một làng thuộc tehsil Bangarapet, huyện Kolar, bang Karnataka, Ấn Độ.